# Carola Mair

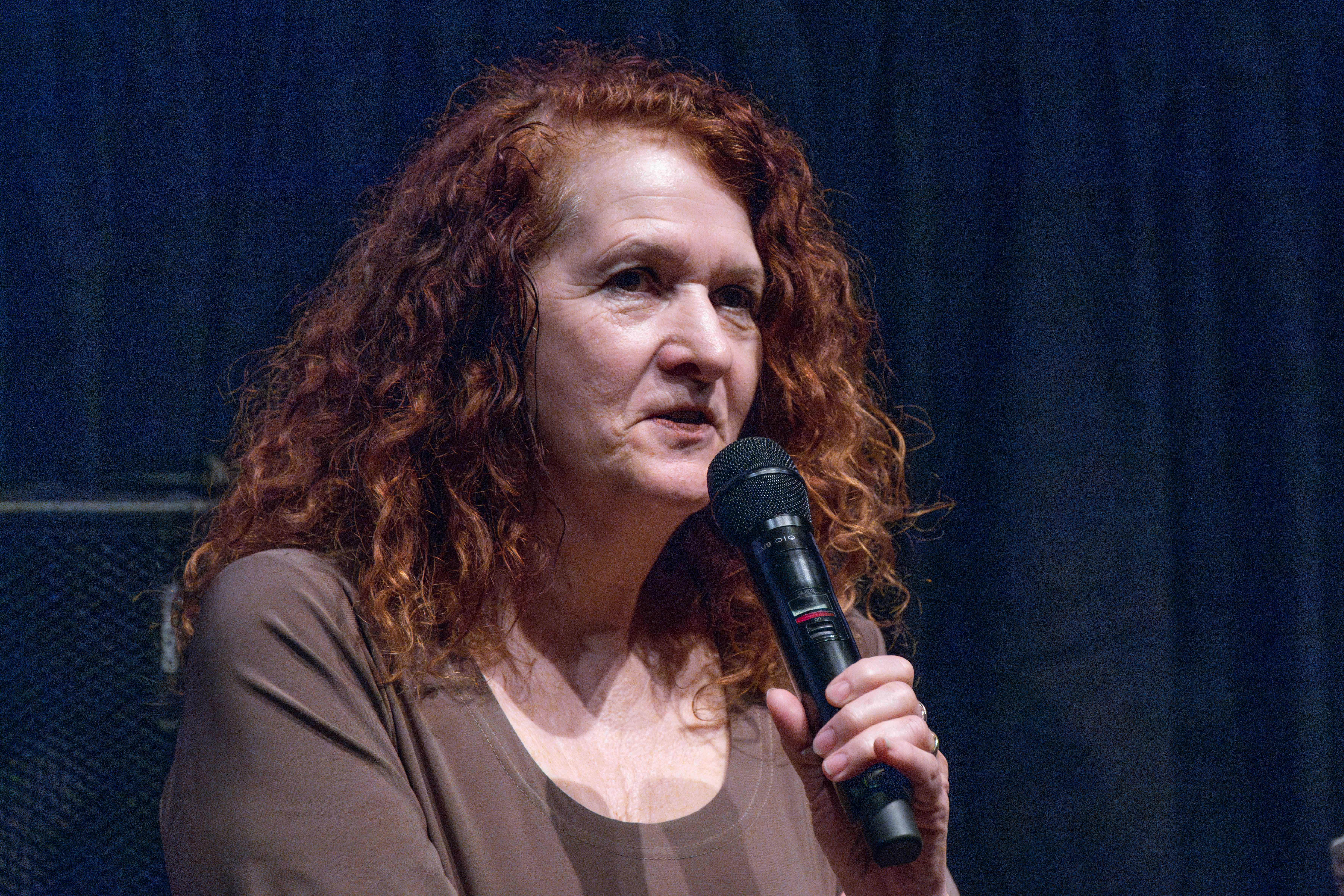
Carola Mair (2025)

Carola Mair (* 13. November 1962 in Attnang-Puchheim) ist eine österreichische Dokumentarfilmerin und Drehbuchautorin.

## Leben
Sie studierte Schauspiel an der Schauspielschule Krauss in Wien und interkulturellen Journalismus an der Universität in Salzburg. Seit 1995 ist sie als Fernsehjournalistin tätig, sowohl für den ORF, als auch für private Fernsehsender. Im Jahr 2001 war sie Regieassistentin bei Andreas Gruber. Im selben Jahr begann sie ihre Tätigkeit als Dokumentarfilmerin. Die meisten ihrer Filme thematisieren Menschenrechte, Toleranz, Diversität. Im Vordergrund stehen dabei Frauen und Kinder weltweit.

## Filmografie
- 2001: Stein des Friedens, TV-Film (Buch, Regie)
- 2004: Nicaraguas Kinder. Sehnsucht nach Kultur (Buch, Regie, Produktion)
- 2005: Die Teribes (Buch, Regie, Produktion)
- 2006: Cuba Libre (Buch, Regie, Produktion)
- 2007: Suenos de Ninos – Kinderträume, TV-Film (Buch, Regie, Produktion)
- 2008: Kunst im Süden (Buch, Regie, Produktion)
- 2009: Crossing Cultures (Buch, Regie, Produktion)
- 2010: Circo Fantazztico (Buch, Regie, Produktion)
- 2011: Passion. Hommage à Christiane Singer (Buch, Regie, Produktion)
- 2012: Love Ya, TV-Film (Buch, Regie, Produktion)
- 2013: Children of Tibet, TV-Film (Buch, Regie, Produktion)
- 2014: [Wild@heART]: How to stay young, TV-Film (Buch, Regie, Produktion)
- 2016: Flow: Das Kreativitätsprinzip (Buch, Regie, Produktion)
- 2018: Lichtblicke – eine Werkphase von Inge Dick (Buch, Regie, Produktion)
- 2020: LIEBES:LEBEN (Buch, Regie, Produktion)[2]
- 2023: PRECIOUS_LIEBEnsWERT (Buch, Regie, Produktion)[3][4]
- 2025: HELLwach – Hommage an Bodo Hell (Buch, Regie, Produktion); Welturaufführung bei Crossing Europe 2025[5]